# David Suzuki
David Takayoshi Suzuki, född 24 mars 1936 i Vancouver, British Columbia, är en kanadensisk biolog, miljöaktivist och programledare.
David Suzuki studerade vid University of Chicago där han doktorerade i zoologi 1961. 
Han belönades med 2009 års Right Livelihood Award.